# Yueqin
El Yueqin es un laúd chino de cuello corto. “Gut-komm” es la pronunciación cantonesa del laúd chino de cuatro cuerdas yueqin 月琴 según raras fuentes del siglo XIX. El nombre significa "instrumento de cuerda [en forma de luna]".

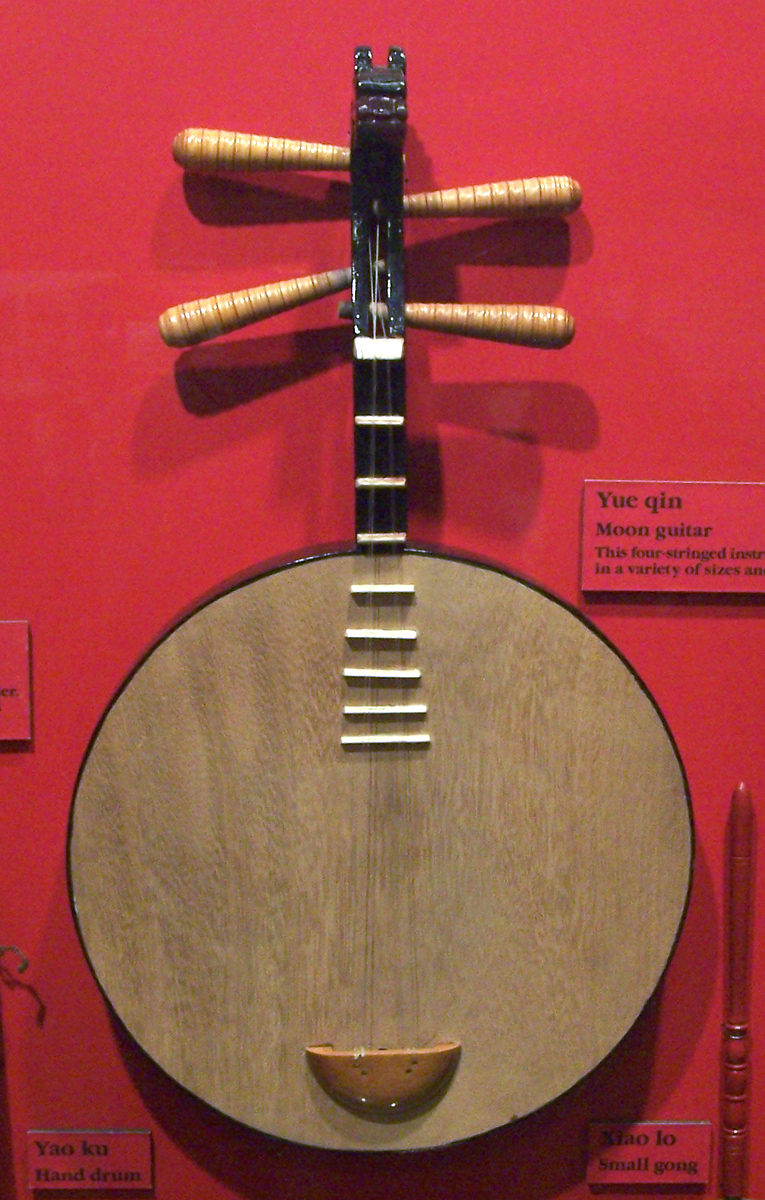
Yueqin

## Etimología

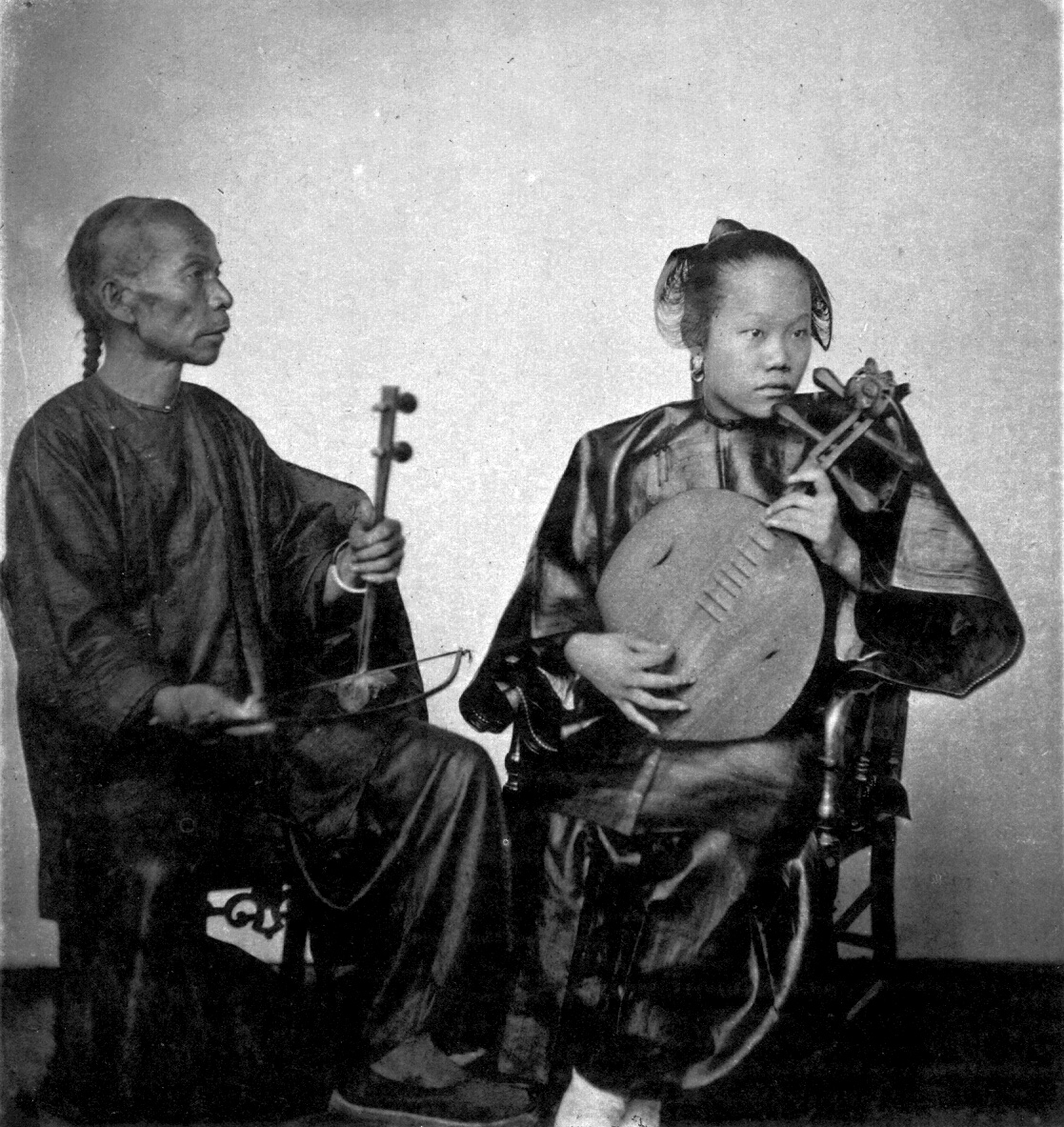
Músico chino tocando el yueqin (derecha), 1874

La palabra yueqin está formada por dos caracteres, yuè (月 "luna") y qín (琴 "instrumento de cuerda, cítara"). Su nombre en coreano (wolgeum) y japonés (gekkin) significan lo mismo, y son palabras chinogénicas (o sinogénicas), esto es, tomadas del chino pero pronunciadas en la forma local.

## Historia

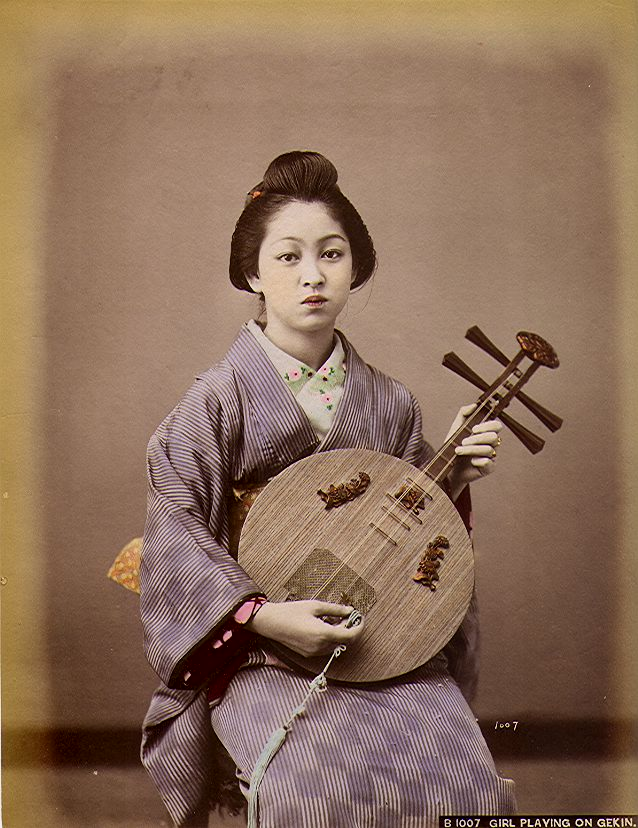
Mujer japonesa tocando el gekkin, hacia 1890

El yueqin (chino: 月琴; pinyin: Yuèqín; japonés: 月琴, romanizado: Gekkin; coreano: 월금/月琴, romanizado: Wolgeum; vietnamita: Nguyệt cầm), también llamado laúd luna o guitarra luna, es un instrumento de cuerda tradicional chino. Es un laúd con una caja de resonancia redonda y hueca, un mástil corto con trastes y habitualmente cuatro cuerdas. Es un instrumento importante en la orquesta de la ópera de Pekín, a menudo desempeñando el papel de instrumento melódico principal en la sección de cuerda frotada.
El instrumento fue inventado en China entre los siglos III y V d. C., durante la dinastía Jin (años 265-420) a partir del ruan, instrumento chino anterior al yueqin. Se conoce con su nombre actual desde la dinastía Tang.  El nombre yueqin alguna vez se aplicó a todos los instrumentos con una caja de resonancia en forma de luna, incluido el ruan; sin embargo, hoy el término "yueqin" se aplica a una categoría diferente de la familia de instrumentos ruan. El instrumento llegó a Japón durante la dinastía Tang y alcanzó su apogeo en la década de 1830. El Yueqin fue prohibido en Japón durante la Segunda Guerra Mundial hasta la llegada de la paz. Otro instrumento muy similar, llamado đàn đoản o đàn tứ, se usa ocasionalmente en Vietnam.

## Descripción y tipos

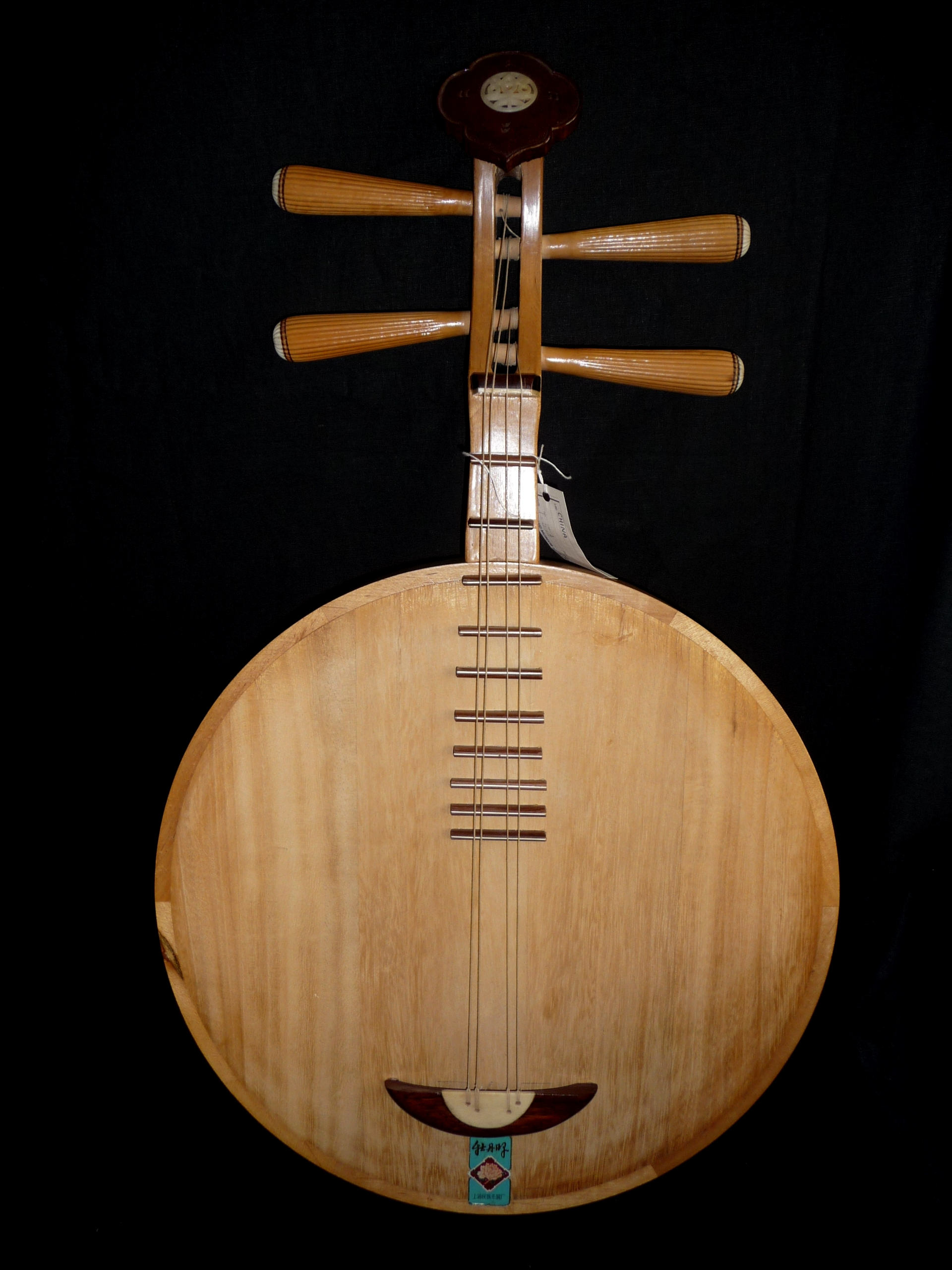
yueqin del Museo de Queensland (Australia)

- Caja de resonancia: El yueqin normalmente tiene una caja de resonancia redonda sin boca (hueco), pero dentro de la caja de resonancia hay uno o más hilos de alambre unidos solo en un extremo, que vibran, lo da al instrumento un timbre y una resonancia particulares. Raramente, el cuerpo del yueqin puede tener forma octogonal.

- Traste: El yueqin es de mástil corto con trastes. Los trastes de todos los laúdes chinos son altos, de modo que los dedos nunca tocan el cuerpo real, lo cual es claramente diferente de los instrumentos con trastes occidentales. Esto permite un mayor control sobre el timbre y la entonación que sus homólogos occidentales, pero dificulta la interpretación de acordes. Los trastes estaban dispuestos antiguamente como los de un dulcémele, de modo que el instrumento es diatónico; sin embargo, el tamaño del traste es lo suficientemente alto como para que cualquier tono se pueda doblar un tercio menor. Los yueqin modernos tienen trastes afinados en semitonos.

- Cuerdas: La mayoría de los yueqin tienen cuatro cuerdas, aunque los hay con dos o tres. El Yueqin utilizado en la ópera de Pekín es de dos cuerdas pero solo una de las cuales se usa realmente; la cuerda más baja está allí únicamente por el efecto de resonancia simpática.[3] En la isla china de Taiwán, el yueqin tiene un mástil más largo y dos o tres cuerdas.[4] Las cuerdas de la forma tradicional del instrumento estaban hechas de seda, aunque hoy en día se usa generalmente nailon. El ancla de un yueqin moderno puede tener hasta cinco agujeros, por lo que se puede ensartar y afinar como un instrumento de tres o cuatro cuerdas. La tuerca, en el extremo del clavijero del instrumento, está limada con muescas adecuadas al número y posición de las cuerdas. No hay puente ni sillín; las cuerdas simplemente se unen al ancla en la base del instrumento.

- Afinado: Las cuerdas se afinan en ciclos de dos (cada par de cuerdas se afina en un solo tono), generalmente afinadas en el intervalo de una quinta perfecta. Los instrumentos de tres cuerdas a menudo se afinan La Re. Los instrumentos de cuatro cuerdas suelen estar afinados en La Re la re; Sin embargo, en la práctica reciente, el instrumento se afina Sol Re sol re para que los intérpretes modernos de liuqin y ruan puedan doblar fácilmente en yueqin.

- Púas: A menudo se usa una púa larga y afilada para tocar el yueqin, que a veces se ata al instrumento con un cordón. En la ópera de Pekín, el músicor usa una pequeña espiga de madera en lugar de una púa y solo toca en primera posición; esto requiere que el intérprete use el desplazamiento de octava para tocar todos los tonos dentro de una melodía determinada.[5] En el yueqin moderno es habitual usar púas de guitarra.

## Comparación con elruan
Si bien ambos instrumentos tienen una caja de resonancia en forma de luna, el ruan moderno usa un puente, mientras que el yueqin simplemente une las cuerdas al marco, similar al diseño de la pipa. Además, la mayoría de los yueqin no tienen los orificios de sonido dobles obvios, como el ruan, sino que tienen el orificio de sonido pequeño y único ubicado debajo de donde se unen las cuerdas (también similar a la pipa). Ambas características le dan al Yueqin una calidad de sonido entre ruan y pipa. Si bien el ruan se usa principalmente para sus instrumentos de rango más bajo (es decir, zhongruan y daruan), el yueqin es principalmente un instrumento afinado en agudos, aunque el tamaño de su caja de resonancia es más grande que el zhongruan.
Los yueqin del sur tienen un cuello largo, usan dos cuerdas y tienen una práctica de entonación improvisada y flexible; algunos yueqin del sur también tienen bobinas metálicas acústicas dentro de la caja de resonancia para amplificar el instrumento. Los yueqin del norte tienen un cuello muy corto y tienen bambú tanto en la parte delantera como en la trasera, lo que requiere que el intérprete sostenga el instrumento lejos de su cuerpo. Los instrumentos del norte van desde uno hasta cuatro instrumentos de cuerda. Independientemente del tamaño del mástil o las cuerdas, todos los yueqin están afinados en torno al mismo nivel de tono agudo. Una técnica común en la interpretación es "chasquear" la púa en la cuerda (similar al shamisen japonés). Yueqin es el miembro más sonoro de la familia de instrumentos chinos de laúd pulsado; el sonido del instrumento se puede distinguir fácilmente dentro una orquesta china completa.

## Galería

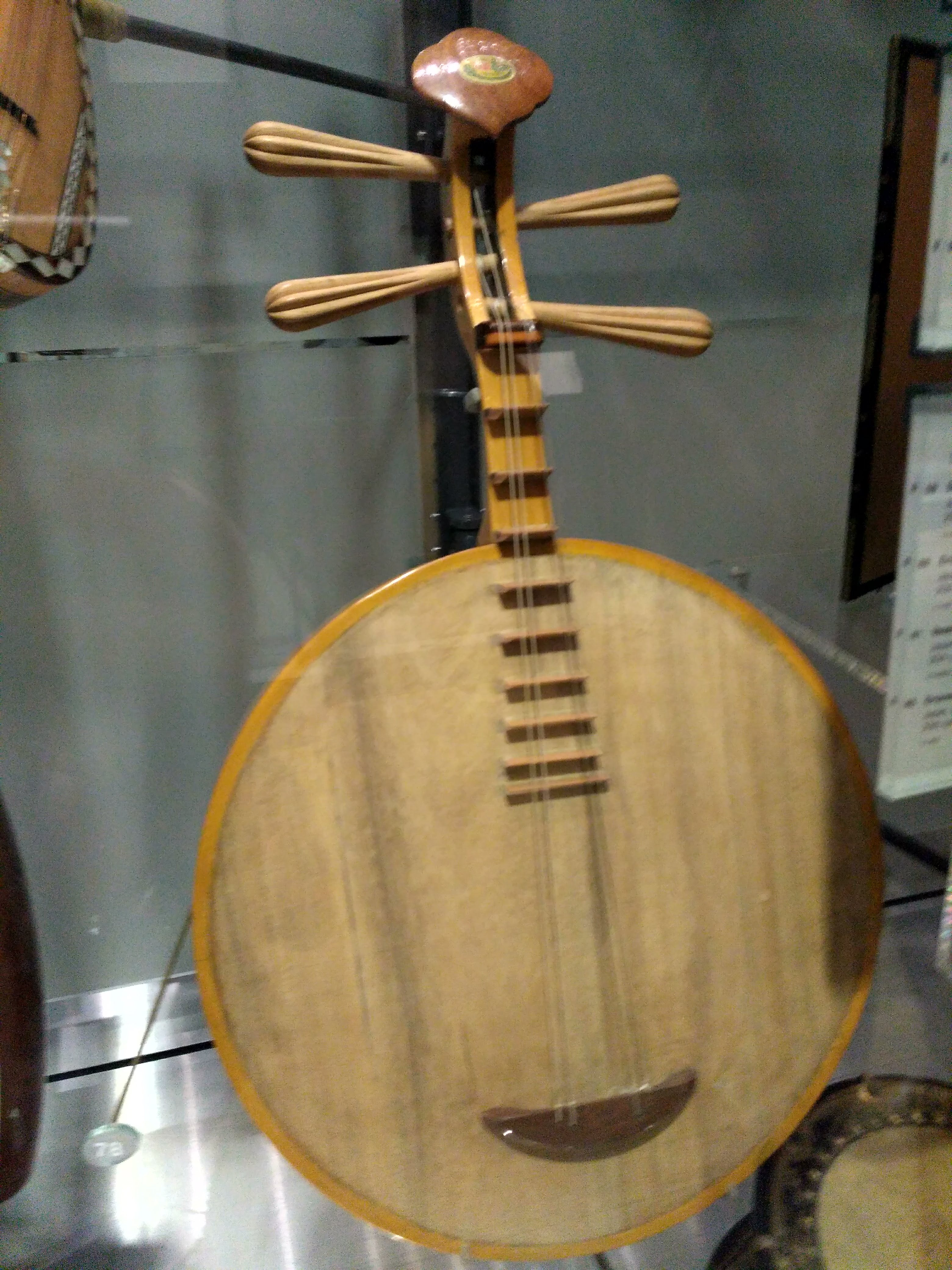
Un yueqin del Museo Horniman
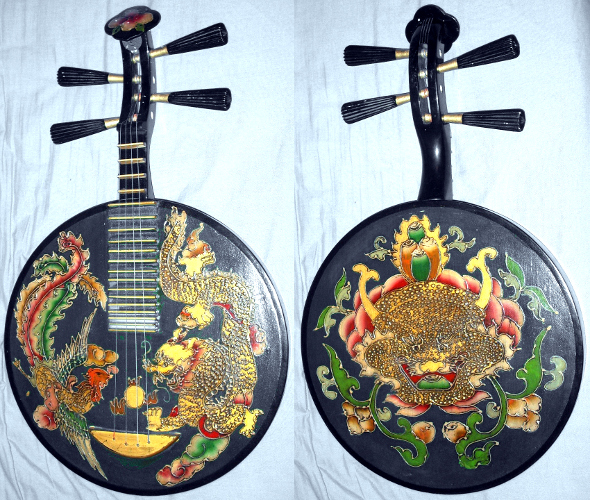
Frente y trasera de un yueqin moderno
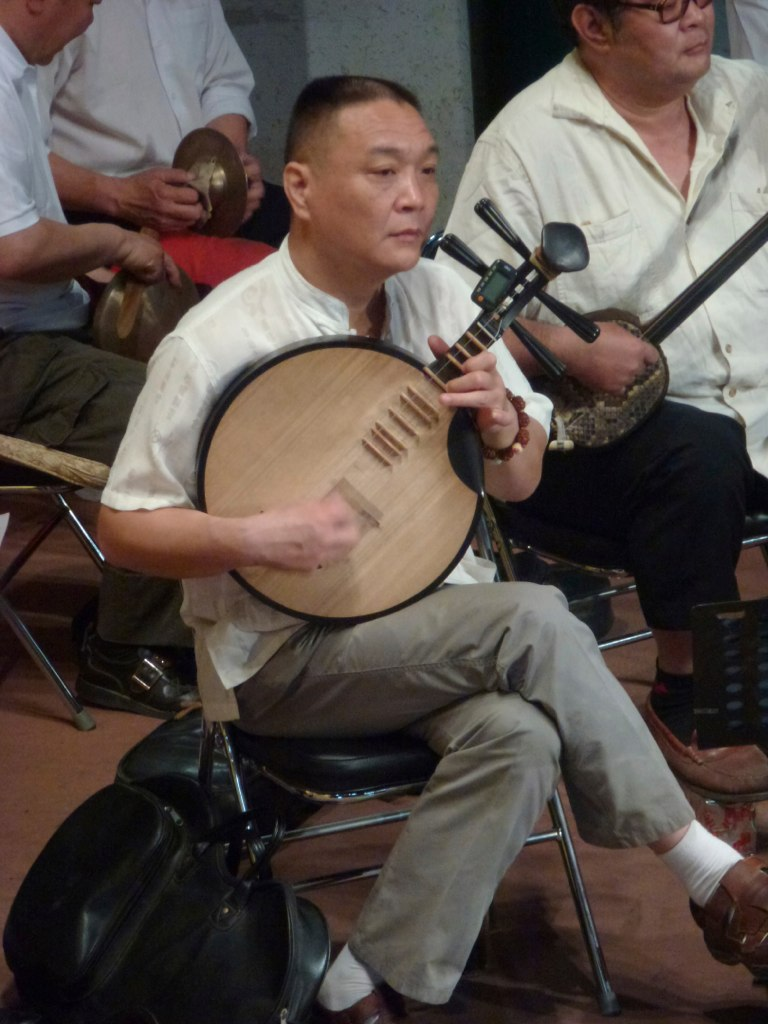
Músicos de la Opera de Pekín tocando el yueqin
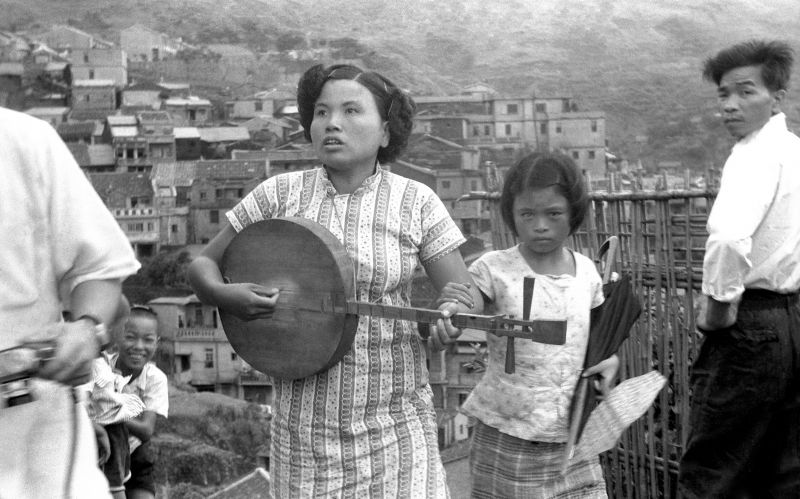
Una mujer ciega de Formosa tocando el yueqin de mástil largo
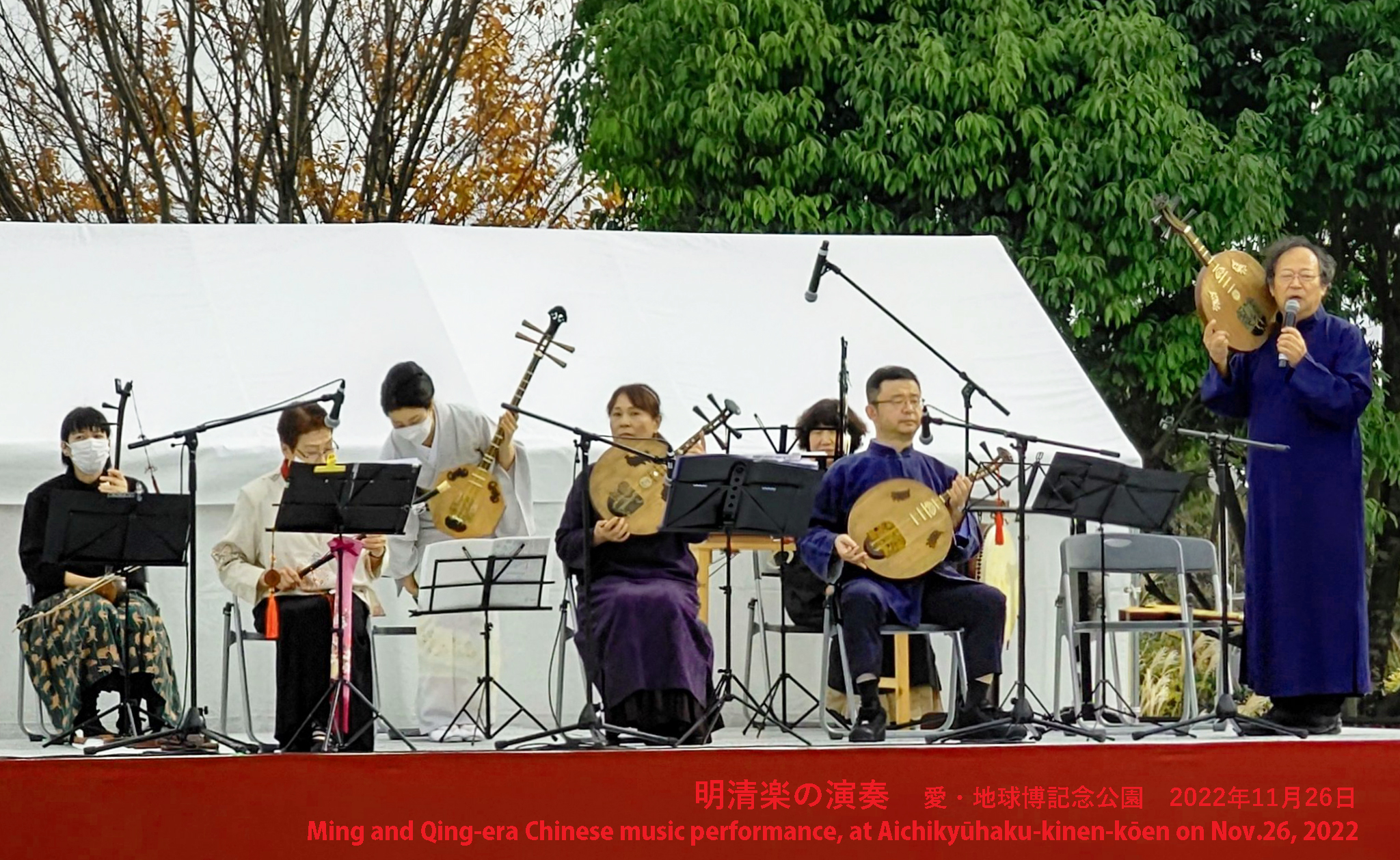
Un grupo de MINSHINGAKU o de la era Ming y Qing, tocando antiguos gekkins
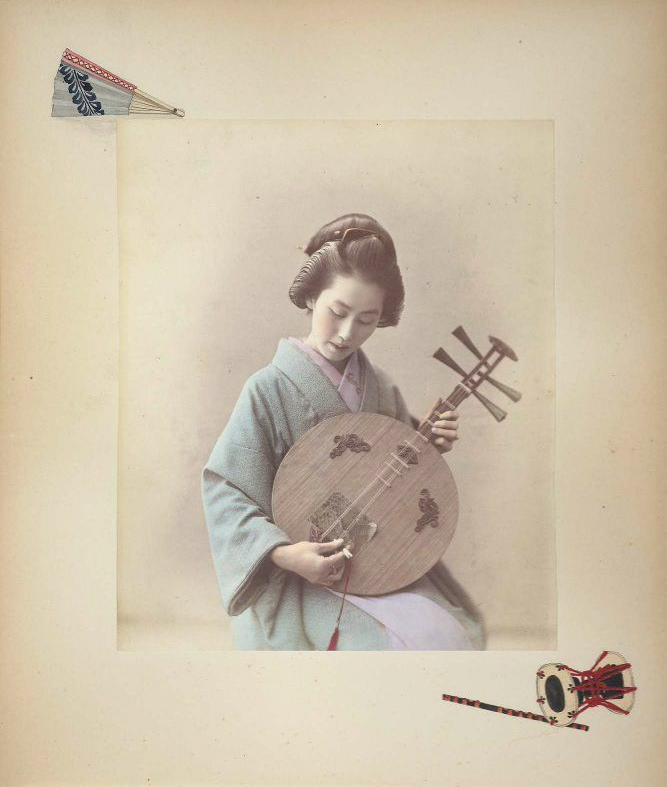
Mujer japonesa tocando el gekkin. Foto de Adolfo Farsari, 1886
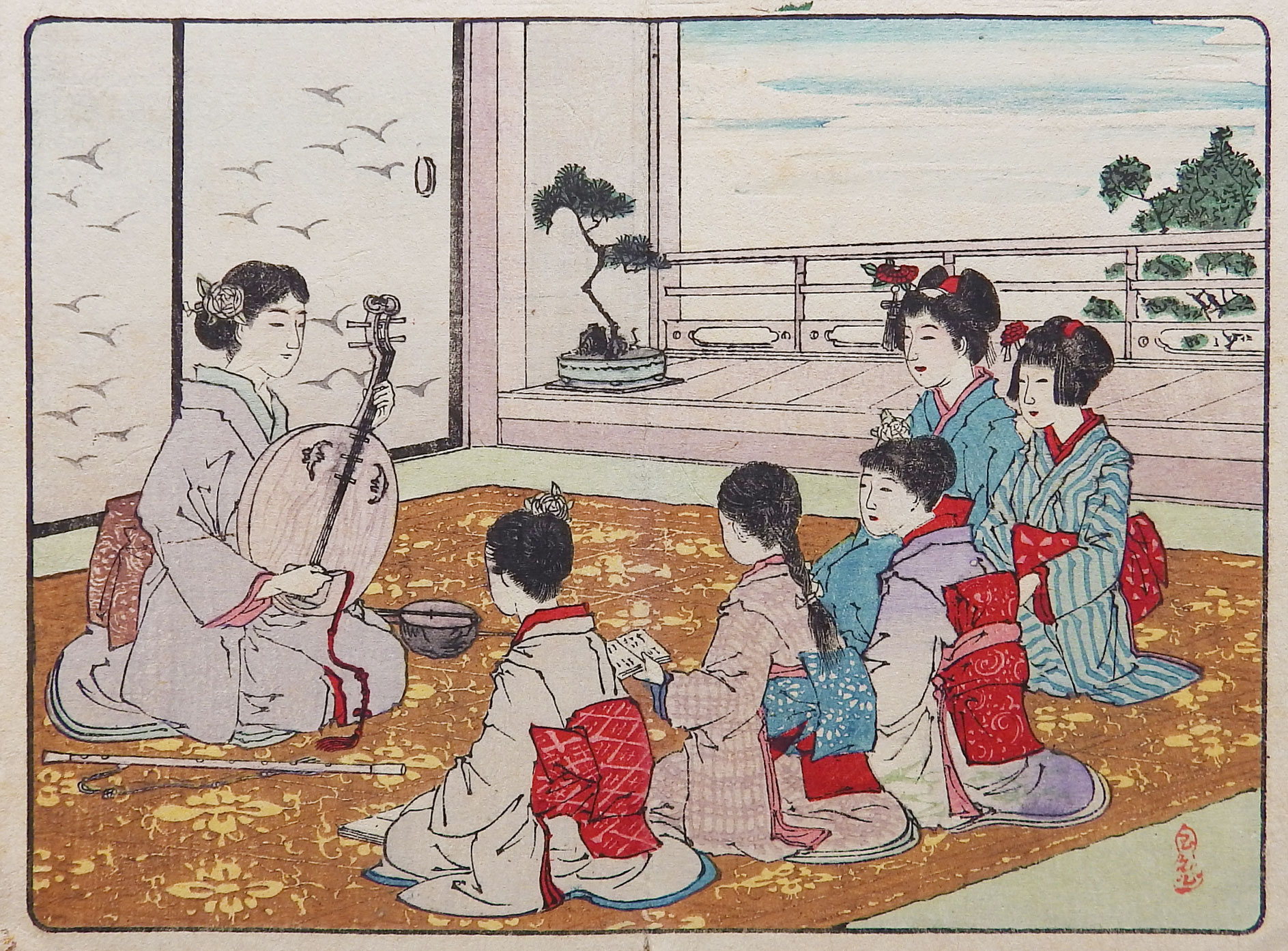
Ilustración de un manual para tocar el gekkin, por Nagahara Baien, 1889
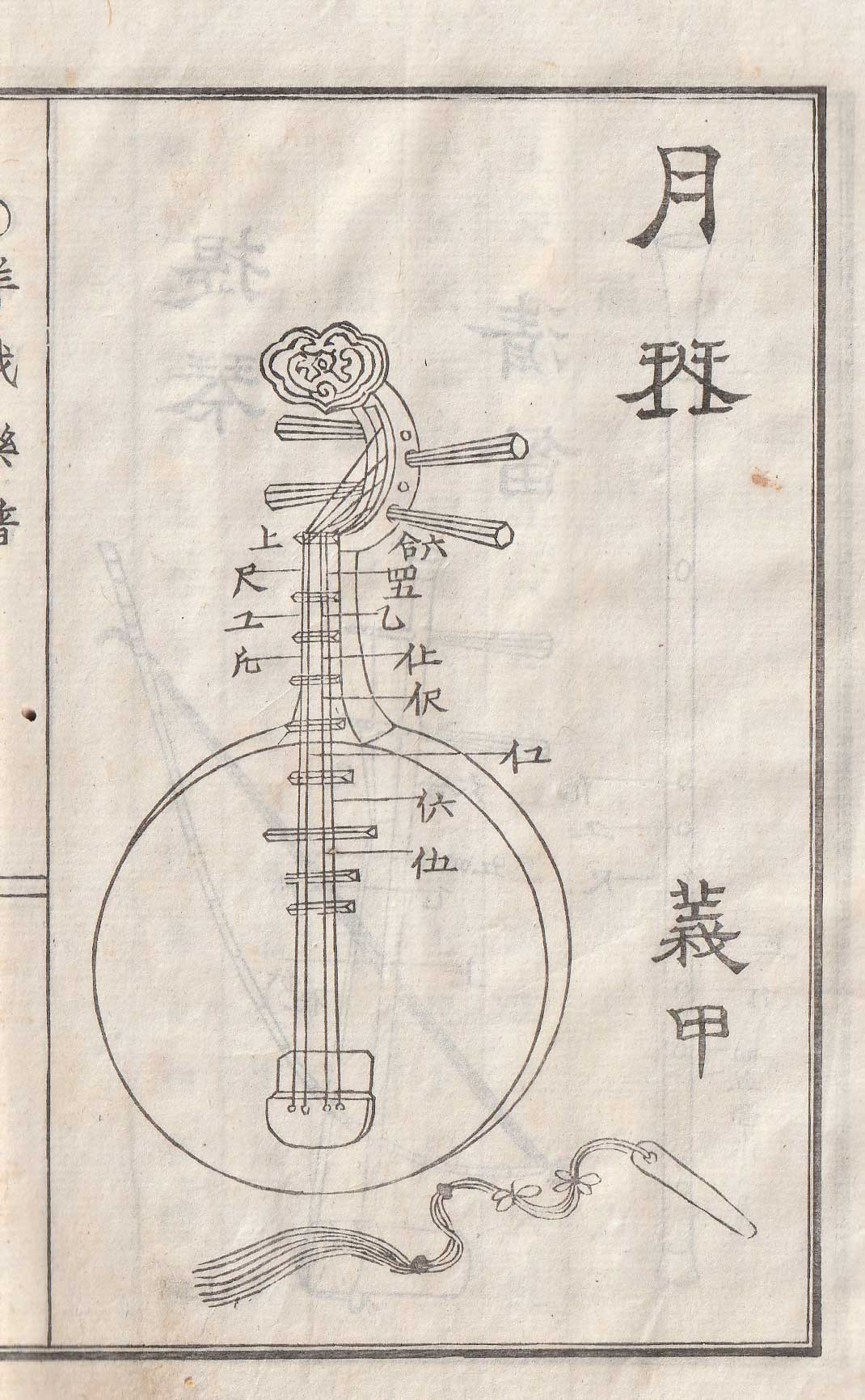
Ilustración japonesa de un gekkin, 1884
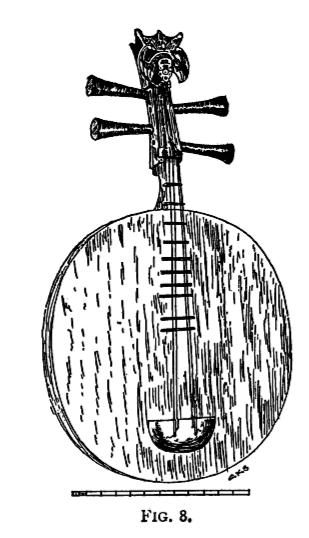
Ilustración occidental de un yueqin, por Waldo Selden Pratt, 1907